# تری کلوپیر
تری کلوپیر (به انگلیسی: Triclopyr) با فرمول شیمیایی C7H4Cl3NO3 یک ترکیب شیمیایی با شناسه پاب‌کم ۶۵۰۶۷ است؛ که جرم مولی آن ۲۵۶٫۴۶ گرم بر مول می‌باشد.